# Inostemma hemicerum
Inostemma hemicerum is een vliesvleugelig insect uit de familie van de Platygastridae. De wetenschappelijke naam van de soort is voor het eerst geldig gepubliceerd in 1950 door Tomsik.